# Kubieke inch
De kubieke inch of in³ is een inhoudsmaat in het Brits-Amerikaanse maatsysteem. Het is het volume van een kubus waarvan de lengte, breedte en hoogte gelijk is aan 1 inch. Een kubieke inch is exact gelijk aan 16,387064 cm³ of 0,016387064 liter.
De kubieke inch werd in Noord-Amerika tot begin jaren tachtig gebruikt door de auto- en vliegtuigindustrie om de cilinderinhoud van verbrandingsmotoren aan te geven. Daarbij werden de afkortingen cu in, c.i.d., cid, CID, c.i. en ci gehanteerd. Voor oldtimers wordt de kubieke inch nog steeds voor dit doel gebruikt. Vliegtuigmotoren hebben vaak nog steeds modelnummers die gebaseerd zijn op de cilinderinhoud uitgedrukt in kubieke inch.
Alhoewel de auto-industrie overgeschakeld is op liters, gebruiken diverse automerken nog steeds verwijzingen naar de kubieke inch. Zo was bijvoorbeeld de vijfde generatie Ford Mustang verkrijgbaar in een Boss 302-versie met een vijflitermotor (302 kubieke inch) en heeft Dodge een Challenger 392 met een 6,4-liter V8-motor (392 kubieke inch).